# Thomas Casagrande
Thomas Casagrande (* 1956) ist ein deutscher Politologe und Autor. Er war Externer Mitarbeiter am Fachbereich Soziologie der Goethe-Universität Frankfurt am Main und arbeitete bis Mitte 2022 als Lehrer in Frankfurt am Main.
Casagrande studierte von 1978 bis 1979 zunächst Ethnologie, dann Sport und anschließend Englisch und Sport für Lehramt an der Universität Frankfurt am Main. 1991 legte er das II. Staatsexamen ab. Seine Promotion erlangte er 2002 mit einer Arbeit zur SS-Division „Prinz Eugen“. Im gleichen Jahr wurde er stellvertretender Direktor der Schulen des Deutschen Buchhandels.
Sein Vater, Otto Casagrande (1919–1990), war politischer Aktivist der illegalen deutschen Hitlerjugend in Südtirol. Er diente von 1940 bis 1943 in der 2. SS-Division „Das Reich“. 1944 wurde er zum SS-Untersturmführer befördert und zu den italienischen SS-Verbänden versetzt. Nach dessen Tod beschäftigte sich Thomas Casagrande intensiv mit Volksdeutschen in der Waffen-SS und schrieb mehrere Bücher über sie. Insbesondere wies er dabei darauf hin, dass SS-Freiwillige aus Südtirol in den Jahren 1939/41 in vergleichsweise hoher Zahl die Aufnahme in die Waffen-SS angestrebt hatten und in ihr, gemessen an der überschaubaren Gesamtbevölkerungszahl 
der Region, überproportional vertreten waren.
Seit der Veröffentlichung seines Buches über die Südtiroler in der Waffen-SS hält Thomas Casagrande regelmäßig Vorträge an Südtiroler Oberstufen-Schulen zur Biographie seines Vaters.

## Veröffentlichungen
- Die Volksdeutsche SS-Division „Prinz Eugen“. Die Banater Schwaben und die nationalsozialistischen Kriegsverbrechen. Campus, Frankfurt 2003, ISBN 3-593-37234-7.
- "Unsere Gegner haben uns als Deutsche kennengelernt". Die 7.SS-Freiwilligen-Gebirgsdivision "Prinz Eugen" – eine volksdeutsche Kampfformation als nationalsozialistisches Herrschaftsinstrument. In: Jan-Eric Schulte, Peter Lieb, Bernd Werner (Hrsg.): Die Waffen-SS. Neue Forschungen. Schöningh Verlag, Paderborn 2014.
- "Mio padre, Otto Casagrande". In: Era un giorno di fine aprile... Gedenkschrift zum 70. Jahrestag der Befreiung von der deutschen Besatzung. Comune Rodengo Saiano (Hrsg.), 2015.
- Südtiroler in der Waffen-SS: Vorbildliche Haltung, fanatische Überzeugung, Edition Raetia, Bozen 2015, ISBN 978-88-7283-539-5.
- The "Volksdeutsche": A case study from South Eastern Europe (zusammen mit Michal Schvarc, Norbert Spannenberger, und Otmar Trasca). In: Jochen Boehler und Robert Gerwarth (Hrsg.): The Waffen-SS: A European History. Oxford University Press, Oxford 2016.
- Die volksdeutsche SS-Division 'Prinz Eugen' und die Nationalsozialistische Aufstandsbekämpfung in Jugoslawien 1941–1944. In: Stiftung Flucht und Vertreibung (Hrsg.): Vom Verschwinden der deutschsprachigen Minderheiten. Ein schwieriges Kapitel in der Geschichte Jugoslawiens 1941–1955. Donauschwäbisches Zentralmuseum, 2016.
- Schatten. Unsere Väter in der Waffen-SS: Edition Raetia, Bozen 2024, ISBN                         978-88-7283-923-2